# Апоногетон
Апоногетон (Aponogeton) — рід трав'янистих земноводних рослин із монотипної родини апоногетонових (Aponogetonaceae). Має багато видів, рослини роду широко використовуються в акваріумістиці.

## Опис
Зустрічається в Азії, Африці, Австралії.
Ростуть у чистій проточній м'якій воді. Мають розвинену, але ніжну кореневу систему. У природних умовах розмножується колоском, на якому виростає дитинча з бульбою. Після дозрівання молодої рослини колосок перегниває, дитинча відноситься течією і укорінюється.
Кореневище багате поживними речовинами і використовується аборигенним населенням в їжу в печеному та вареному вигляді.

## В акваріумістиці
Апоногетони є популярним об'єктом утримання в прісноводних акваріумах, окремі види мають чудові декоративні якості з чітким візерунком на листі. Окремі види сягають у висоту до 1,5 м.
Більшість апоногетонів потребує активної реакції води в межах від 6,5 до 7,0 і твердість до 6 °, вимагає свіжої води.